# والتر إتش. هنت
والتر إتش. هنت (بالإنجليزية: Walter H. Hunt) (و. 1959  م) هو مؤلف، وروائي، وكاتب، وكاتب خيال علمي، ومصمم لعب تقمص أدوار أمريكي.

## التعليم
تعلم في كلية بودوين
.